# 高知警察署
高知警察署（こうちけいさつしょ）は、高知県警察が管轄する警察署の一つ。高知県内の警察署では最大となる。署長は警視正。署員数300名以上。
老朽化・狭隘化のため高知市北本町一丁目10番12号に建て替えらた新庁舎は、2018年（平成30年）10月16日着工、2022年（令和4年）4月21日落成。同年4月24日17時より運用開始。

## 所在地
- 高知市北本町一丁目10番12号

## 管轄区域
- 高知市のうち　鏡大河内、鏡小浜、鏡大利、鏡今井、鏡草峰、鏡白岩、鏡狩山、鏡吉原、鏡的渕、鏡去坂、鏡竹奈路、鏡敷ノ山、鏡柿ノ又、　鏡横矢、鏡増原、鏡葛山、鏡梅ノ木、鏡小山、鏡川の右岸側の区域又は浦戸湾以西の区域以外の区域(高知東警察署の管轄区域を除く。)

## 沿革
- 1876年（明治9年）

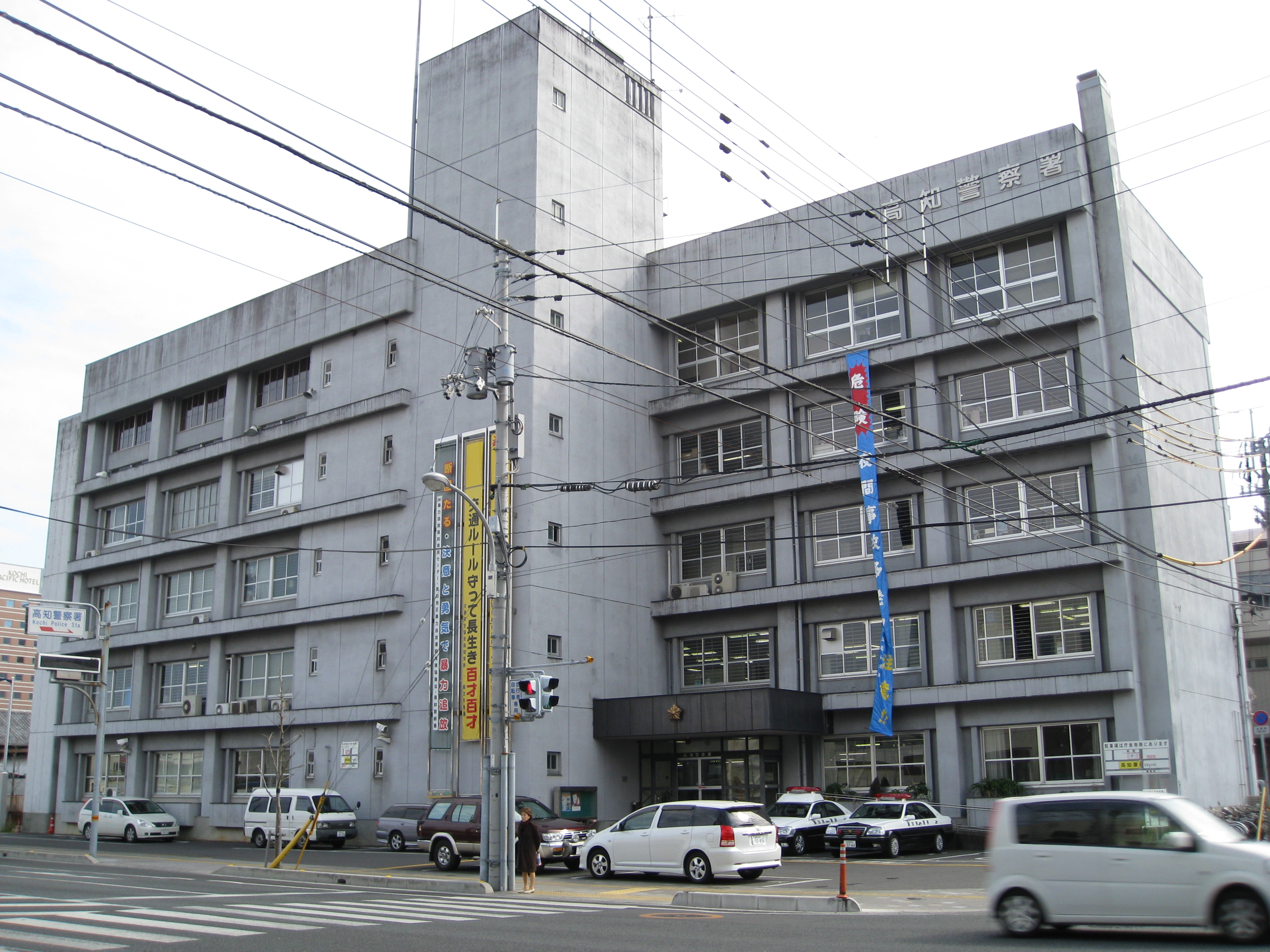
旧庁舎
（高知市北本町一丁目9番20号）

  - 6月 - 第八大区三小区本町弘小路に警察出張所(高知県庁第四課所属)を設置。
  - 10月 - 警察出張所を第一警察出張所と改称。
  - 12月 - 第一警察出張所を高知警察出張所と改称。
- 1880年（明治13年）
  - 時期不詳 - 高知警察出張所を高知警察署と改称。
  - 4月22日 - 廃止。高知県警察本署に統合[1]。
- 1883年(明治16年)1月26日 - 高知警察署を再度設置[1]。
- 1884年（明治17年）12月 - 土佐郡高知街本町（2023年まで高知新聞社本社屋所在地）に庁舎竣工。
- 1936年（昭和11年）1月 - 高知市帯屋町1番地に庁舎新築。
- 1948年（昭和23年）
  - 2月1日 - 高知市警察への移管準備のため、高知警察署を高知市警察署に改称。
  - 3月7日 - 高知県警察部から高知市警察に移管。
- 1949年（昭和24年）4月1日 - 高知市高知警察署に改称。
- 1951年（昭和26年）12月1日 - 高知市警察署に改称。
- 1954年（昭和29年）7月1日 - 高知市警察から高知県警察に移管され、高知県高知警察署に改称。管轄区域が「高知市一円」から高知市の内鏡川左岸域と鏡川右岸域の内朝倉・鴨田・旭の一部および土佐郡鏡村・土佐山村に変更。
- 1972年（昭和47年）2月29日 - 高知市北本町一丁目9番20号に庁舎を新築移転。
- 1984年（昭和59年）4月1日 - 鏡川右岸域である鴨田・朝倉の両地区の全域と旭街地区の一部を高知南警察署に移管。秦泉寺駐在所（複数制）を派出所に変更。
- 2004年（平成16年）
  - 4月1日 - 帯屋町交番を廃止。
  - 4月30日 - 中央公園交番を高知街交番に改称。
- 2012年（平成24年）4月5日 - 高知駅前交番を高知市栄田町一丁目2番11号から同市新本町一丁目1番10号に新築移転。
- 2014年（平成26年)4月1日 - 高知東警察署新設に伴い、一宮交番・高須交番・五台山駐在所・土佐山駐在所を移管[2]。
- 2017年（平成29年）3月30日 - 上町交番及び鏡駐在所を新築移転。
- 2018年（平成30年）3月30日 - 下知交番を高知市知寄町一丁目4番33号から同市二葉町4番17号に新築移転。
- 2021年（令和3年）12月28日 - 地下食堂の営業が終了[3]。
- 2022年（令和4年）
  - 4月21日 - 高知市北本町一丁目10番12号の新庁舎落成。
  - 4月24日 - 17時より新庁舎での運用開始。

## 組織
- 警務課
- 会計庶務課
- 生活安全課
- 地域課
- 刑事第一課
- 刑事第二課
- 交通課
- 警備課

## 交番
- 高知駅前交番 - 高知市新本町一丁目1番10号
- 山ノ端交番 - 高知市越前町二丁目9番13号
- 上町交番 - 高知市上町三丁目4番1号
- 旭交番 - 高知市旭町二丁目22番地
- 高知街交番 - 高知市帯屋町一丁目11番27号
- はりまや橋交番 - 高知市はりまや町一丁目5番1号
- 下知交番 - 高知市二葉町4番17号
- 秦泉寺交番 - 高知市愛宕山18番地5
- 初月交番 - 高知市中万々57番地10

## 駐在所
- 塚ノ原駐在所 - 高知市西塚ノ原35番地
- 鏡駐在所 - 高知市鏡小浜128番地9

## 周辺
- 高知駅
- 高知中央郵便局
- エースワン高知駅前店
- 高知県警察本部高知駅前別館
- 近森病院
- 江ノ口川

## アクセス
- JR四国高知駅・とさでん交通高知駅前電停から西へ200m
- 来庁者用の駐車場は、旧庁舎跡地の駐車場を利用する。

## 主な未解決事件
- 高知市高須本町舟入川における嬰児死体遺棄事件（発生日時：2010年3月10日）[4]

## 参考資料
- 『高知県警察史　昭和編』昭和54年3月30日　高知県警察本部